# Eli Ohana
Pour les articles homonymes, voir Ohana.
Eli Ohana (אלי אוחנה en hébreu), né le 1er février 1964 à Jérusalem (Israël), est un footballeur israélien, qui évoluait au poste d'attaquant au FC Malines et en équipe d'Israël.
Ohana a marqué dix-sept buts lors de ses cinquante sélections avec l'équipe d'Israël entre 1984 et 1997.

## Palmarès

### En équipe nationale
- 50 sélections et 17 buts avec l'équipe d'Israël entre 1984 et 1997.

### Avec le Betar Jérusalem
- Vainqueur du Championnat d'Israël de football en 1987, 1993, 1997 et 1998.
- Vainqueur de la Coupe d'Israël de football en 1985 et 1986.

### Avec le FC Malines
- Vainqueur de la Coupe d'Europe des vainqueurs de coupe de football en 1988.
- Vainqueur de la Supercoupe d'Europe en 1988.
- Vainqueur du Championnat de Belgique de football en 1989.

### Distinction personnelle
- Trophée Bravo de meilleur jeune européen en 1988